# 海湖車站
海湖車站是一曾存在於台灣桃園縣蘆竹鄉（今桃園市蘆竹區），已廢線的臺灣鐵路管理局林口線沿線之鐵路車站。

## 車站構造
海湖車站是一站內僅配置一座岸式月台，單一一條路線的地面車站。站內並未設置站房，簡單的車站月台上也沒有任何候車棚之類的結構，月台僅能從中其一進出。

## 營運狀況
海湖車站是桃園縣政府利用林口線試辦客運服務（桃林鐵路）時所使用的車站之一。在試辦客運期間是客運路線的終點站（但並非貨運路線的終點站），客運列車行駛至海湖之後會原地折返，朝桃園車站方向回駛。

## 車站週邊
- 位置於原大洋塑膠廠側線
- 省道台15線（西部濱海公路）
- 省道台61線（西部濱海快速公路）
- 竹圍漁港
- 海湖坑口工業區

## 歷史
- 2009年8月10日：正式通車，站名取自當地地名「海湖」，鄰近道路亦名「海湖北路」。車站原本是訂於8月7日啟用，但由於莫拉克颱風來襲而暫緩，通車儀式取消，延至2009年8月10日通車。[1]
- 2012年12月28日：隨者林口線停駛而廢止。[2]